# Ame Agari no Niji no Yōni
Singles de Natsumi Abe
Screen
(2008)
 Ame Agari no Niji no Yōni  (雨上がりの虹のように) est le douzième single de Natsumi Abe, sorti le 15 septembre 2010 au Japon sous le label hachama, près de deux ans après son précédent single, Screen. Il atteint la 22e place du classement de l'Oricon, et reste classé pendant trois semaines. 
Il sort aussi dans une édition limitée avec une pochette différente, incluant un DVD en supplément contenant le clip vidéo. Contrairement aux précédents, il ne sort pas au format "Single V" (DVD).
C'est le premier disque de la chanteuse à sortir après son départ du Hello! Project en mars 2009. Les deux chansons du single ont été écrites et composées pour Abe par la chanteuse Takako Okamura.

## Liste des titres
CD
1. Ame Agari no Niji no Yōni  (雨上がりの虹のように?)
2. Yume wo Akiramenaide  (夢をあきらめないで?)
3. Ame Agari no Niji no Yōni (Instrumental) (雨上がりの虹のように...?)

DVD de l'édition limitée
1. Ame Agari no Niji no Yōni  (雨上がりの虹のように?) (clip vidéo)